# Liste der Naturdenkmale in Wildeck
Die Liste der Naturdenkmale in Wildeck nennt die im Gebiet der Gemeinde Wildeck im Landkreis Hersfeld-Rotenburg in Hessen gelegenen Naturdenkmale.

## Naturdenkmale
| Bild | Bezeichnung                     | Ortsteil, Lage                              | Beschreibung                                             | Art           | Nr.     |
| ---- | ------------------------------- | ------------------------------------------- | -------------------------------------------------------- | ------------- | ------- |
| BW   | Linde (Tilia)                   | Hönebach 50° 56′ 1,8″ N, 9° 56′ 27,6″ O     | Eine Linde                                               | Linde         | 3632950 |
| BW   | Eine Baumgruppe mit 4 Kiefern   | Hönebach 50° 56′ 12,3″ N, 9° 55′ 43,4″ O    | Eine Baumgruppe mit 4 Kiefern                            | Kiefern       | 3632951 |
| BW   | Eiche (Quercus)                 | Raßdorf 50° 56′ 55,4″ N, 9° 56′ 31,5″ O     | Eine Eiche                                               | Eiche         | 3632952 |
| BW   | Buche (Fagus sylvatica)         | Raßdorf 50° 56′ 38,6″ N, 9° 56′ 13,9″ O     | Eine Buche (Adlerbuche)                                  | Rotbuche      | 3632953 |
| BW   | Eine Baumgruppe                 | Raßdorf 50° 57′ 23,7″ N, 9° 57′ 35,6″ O     | Eine Baumgruppe                                          |               | 3632954 |
| BW   | Weißtanne (Abies alba)          | Raßdorf 50° 57′ 17″ N, 9° 57′ 25,2″ O       | Eine Weißtanne                                           | Weiß-Tanne    | 3632955 |
| BW   | Eiche (Quercus)                 | Raßdorf 50° 57′ 24″ N, 9° 57′ 20″ O         | Eiche beim Forstamt Wildeck                              | Eiche         | 3632956 |
| BW   | Eiche (Quercus)                 | Raßdorf 50° 58′ 2″ N, 9° 57′ 27″ O          | Eiche bei Bellers                                        | Eiche         | 3632957 |
| BW   | Eiche (Quercus), Linden (Tilia) | Richelsdorf 50° 58′ 44,8″ N, 10° 0′ 12,7″ O | Sechs Linden, eine Eiche                                 | Eiche, Linden | 3632958 |
| BW   | Linde (Tilia)                   | Richelsdorf 50° 58′ 34″ N, 10° 0′ 30,3″ O   | Dorflinde                                                | Linden        | 3632959 |
| BW   | Feuchtbiotop                    | Hönebach 50° 55′ 58″ N, 9° 55′ 10,9″ O      | Feuchtbiotop (Eichhorst)                                 | Feuchtgebiet  | 3632960 |
| BW   | Feuchtbiotop                    | Hönebach 50° 56′ 18,8″ N, 9° 54′ 44,7″ O    | Feuchtbiotop (Sodengehege)                               | Feuchtgebiet  | 3632961 |
| BW   | Eichenhutewald                  | Hönebach 50° 55′ 52,7″ N, 9° 55′ 22,6″ O    | Eichenhutewald im Eichhorst                              |               | 3632962 |
| BW   | Eiche (Quercus)                 | Richelsdorf 50° 58′ 20,3″ N, 10° 0′ 57,1″ O | Eiche an der Niedermühle in Richelsdorf                  | Eiche         | 3632963 |
| BW   | Linde (Tilia)                   | Bosserode 50° 57′ 5,7″ N, 9° 59′ 31,2″ O    | Kirchenlinde Bosserode (Flächenhaftes ND, Nachpflanzung) | Linde         | 3632964 |